# Karcharodontozaur
Karcharodontozaur (Carcharodontosaurus) – rodzaj teropoda z rodziny Carcharodontosauridae. Jego nazwa oznacza "jaszczur o zębach rekina" (gr. καρχαρος karkharos „zębaty, ostro-zęby”; οδους odous, οδοντος odontos „ząb”; σαυρος sauros „jaszczurka”).
Znany z terenów obecnej Afryki. Pierwsze szczątki karcharodontozaura odkryli w roku 1927 Charles Depéret i J. Savornin, którzy opatrzyli je nazwą Megalosaurus saharicus. Ernst Freiherr Stromer von Reichenbach zmienił tę nazwę na obecnie używaną w roku 1931. Podczas II wojny światowej skamieniałe kości karcharodontozaura uległy zniszczeniu. W roku 1996 Paul Sereno natrafił na nowe okazy.
Gregory Paul w 2010 roku oszacował wagę C. saharicus na 6 ton, a C. iguidensis na 4 tony. Jego zęby dochodziły do 20 cm długości. Czaszka mierzyła 1,6 m. Stosunek masy mózgu do masy ciała jest podobny do tego jaki występuje u współczesnych gadów, jednak mniejszy niż u nieptasich celurozaurów i ptaków.
Długość Carcharodontosaurus saharicus, szacuje się na 12-13 m, natomiast C. iguidensis na 10,5 m.
Gatunki:

Porównanie wielkości znanych osobników C. saharicus

- C. saharicus (Depéret & Savornin, 1927) Stromer, 1931
- C. iguidensis Brusatte & Sereno, 2007